# Šestar
Šestar ili cirkl (nem. Zirkel) jeste pomoćna alatka za konstruktivno crtanje kružnice zadatog poluprečnika oko date tačke ili dela kružnog luka. Može se takođe koristiti i kao alatka u navigaciji za prenošenje rastojanja na mapi.
Šestar sačinjavaju dva kraka od kojih se jedan završava iglom, a drugi pisaljkom. Uobičajeno je da pisaljka bude grafit, mada je često pero sa tušem. Po odmeravanju zadatog poluprečnika igla se postavlja u datu tačku a pisaljkom se ocrtava kružnica.
Iako je danas uobičajeno da se razmak između dve tačke prenosi šestarom u antička vremena je upotreba šestara značila da ako se podigne šiljak, tog momenta smo izgubili veličinu poluprečnika.